# Desert d'Aràbia
El desert d'Aràbia és una regió desèrtica de la Península Aràbiga, que ocupa una extensió de prop de 2.330.000 km², ocupant gairebé la totalitat de l'istme. L'ésser humà ha residit en aquest territori des del Plistocè. En la seva major part se situa a l'interior de l'Aràbia Saudita i altres grans zones es troben a l'interior de Jordània, l'Iraq, Qatar, Kuwait, Oman, el Iemen i els Emirats Àrabs Units. El seu relleu es troba alterat per una sèrie de cadenes muntanyoses, amb elevacions que arriben a altures de 3.700 m i que limiten en tres vessants amb prominents penya-segats.
Com a mínim un terç del desert es troba cobert per sorra, com els sorrals de Rub al-Jali que es considera un dels climes més inhòspits del planeta. Tot i haver-hi una evident escassetat d'aigua; el sistema de ripari Tigris-Eufrates es troba al seu nord-est i el Wadi Ḥajr està ubicat al Iemen, al sud.

## Divisió antiga
Els antics romans dividiren Aràbia en tres parts:
- Aràbia Feliç
- Aràbia Pètria
- Aràbia Deserta

Ptolemeu i altres mantingueren aquesta classificació, que s'adapta poc a una descripció moderna del desert d'Aràbia.

## Geografia
El desert es troba principalment a l'Aràbia Saudita i cobreix la major part del país. S'estén per parts veïnes del sud de l'Iraq, el sud de Jordània, el centre de Qatar, la major part de l'emirat d'Abu Dhabi als Emirats Àrabs Units (EAU), a l'oest d'Oman i al nord-est de l'Iemen. L'ecoregió també inclou la major part de la península del Sinaí a Egipte i el desert adjacent del Nèguev al sud d'Israel.

### Particularitats
- El desert de Rub 'al-Khali és una conca sedimentària allargada en un eix de sud-oest a nord-est a través de la plataforma aràbiga. A una altitud de 1.000 metres (3.300 peus), els paisatges rocosos cedeixen el lloc al Rub 'al-Khali, una gran àrea de sorra del desert àrab, el punt extrem sud del qual creua el centre de l'Iemen. La sorra recobreix les planes de grava o guix, i les dunes arriben a altures màximes de fins a 250 m (820 peus). Les sorres són predominantment silicats, compostes entre el 80 i el 90% de quars i la resta de feldespat, els grans recoberts d'òxid de ferro acoloreixen les sorres de taronja, porpra i vermell.
- Un corredor de terreny sorrenc conegut com el desert d'Ad-Dahna connecta el gran desert d'An-Nafud (65.000 km² o 40.389 milles quadrades) al nord de l'Aràbia Saudita amb el Rub 'al-Khali al sud-est.
- La serralada de Tuwaiq és una regió en forma d'arc de 800 km (500 milles) de penya-segats de pedra calcària, altiplans i canyons.
- Umm al Samim és un conjunt de planes salines, incloent arenes movedisses.
- Les sorres Wahiba d'Oman són un mar de sorra aïllat que voreja la costa est.

## Clima
El desert àrab té un clima subtropical i càlid del desert, similar al clima del desert del Sàhara; el desert calent més gran del món. El desert àrab és en realitat una extensió del desert del Sàhara sobre la península àrab. El clima és principalment càlid i sec, amb molt de sol durant tot l'any. La quantitat de precipitacions se situa generalment al voltant dels 100 mm i les zones més seques poden rebre entre 30 i 40 mm de pluja anual. Tanmateix, aquesta sequedat és escassa a tot el desert. Hi ha poques zones hiper àrides al desert àrab, en contrast amb el desert del Sàhara, on més de la meitat de la zona és hiper àrida (precipitacions anuals inferiors a 50 mm).
La insolació al desert d'Aràbia és molt elevada segons els estàndards mundials, entre 2.900 hores (66,2% de les hores de llum natural) i 3.600 hores (82,1% de les hores de llum natural), però normalment se situa al voltant de 3.400 hores (77,6% de les hores de llum natural), per tant, les condicions del cel clar prevalen sobre la regió i els períodes ennuvolats són intermitents. Tot i que el sol i la lluna són brillants, la pols i la humitat causen una visibilitat més baixa al nivell del terra. Les temperatures es mantenen elevades durant tot l'any. Les temperatures altes mitjanes a l'estiu solen superar els 40 °C a baixes cotes i fins i tot poden elevar-se fins als 48 °C a elevacions extremadament baixes, especialment al llarg del golf Pèrsic, a prop del nivell del mar. Les temperatures mitjanes baixes a l'estiu es mantenen altes, superant els 20 °C i, de vegades, superant els 30 °C a les regions més meridionals. Les temperatures altes rècord són superiors als 50 °C a gran part del desert, degut en part a una elevació molt baixa.

## Flora
L'ecoregió del desert àrab té aproximadament 900 espècies de plantes.
El Rub'al-Khali té una diversitat florística molt limitada. Només hi ha 37 espècies vegetals, 20 registrades al cos principal de les sorres i 17 al voltant dels marges exteriors. D'aquestes 37 espècies, una o dues són endèmiques. La vegetació és molt difusa però distribuïda de manera uniforme, amb algunes interrupcions de dunes estèrils properes.
Algunes plantes típiques són Calligonum crinitum als vessants de les dunes, Cornulaca arabica, Salsola stocksiï i Cyperus conglomeratus. Altres espècies esteses són Dipterygium glaucum, Limeum arabicum i Zygophyllum mandavillei. Es troben molt pocs arbres excepte al marge exterior (típicament Acacia ehrembergiana i Prosopis cineraria). Altres espècies són un Calligonum comosum i herbes anuals com la Danthonia forçkalliï.

## Fauna

Caravana de camells a l'Aràbia Saudita central.

El desert àrab té 102 espècies de mamífers autòctons. Entre els mamífers nadius s'inclouen l'òrix d'Aràbia (Oryx leucoryx), la gasela de Mary Kane (Gazella marica), la gasela d'Aràbia (Gazella gazella), l'íbex de Núbia (Capra nubiana), el llop àrab (Canis lupus arabs), la hiena ratllada (Hyaena hyaena), el caracal (Caracal caracal), gat de la sorra (Felis margarita), la guineu vermella (Vulpes vulpes) i la llebre del Cap (Lepus capensis).
En èpoques passades hi havia el guepard asiàtic i el lleó asiàtic.
L'ecoregió alberga 310 espècies d'ocells.

## Hidrocarburs
Històricament, a la Dècada del 1990, aquesta ecorregió va patir un gran repte econòmic i mediambiental, amb el sabotatge de les instal·lacions petrolieres de Kuwait provocant vessaments massius de petroli i l'alliberament de toxines a l'atmosfera.
El gener de 1991, durant la Guerra del Golf, les forces iraquianes van alliberar aproximadament 1,7 milions de m3 (11 milions de barrils) de petroli des de tancs d'emmagatzematge i vaixells petroliers directament al golf Pèrsic. Al febrer, també van destruir 1.164 pous de petroli kuwaitians. Va trigar nou mesos a apagar els focs de petroli. Aquests vessaments de petroli van contaminar 1.000 km de costa al golf Pèrsic.
El resultat de la contaminació va ser la mort de milers d'ocells aquàtics i greus danys a l'ecosistema aquàtic del golf Pèrsic, especialment gambes, tortugues marines, dugongs, balenes, dofins i diverses varietats de Peixos.
Els pous danyats també van alliberar 210 milions de m3 (1.300 milions de barrils) de petroli al desert i llacs artificials (un total de 49 quilòmetres quadrats), que van contaminar el sòl i les aigües subterrànies.

## Activitats militars
Les armes utilitzades pels Estats Units durant la Guerra del Golf també suposen un gran risc per a l'estabilitat ambiental de la regió.
El moviment de columnes de tancs a través de les planes del desert pot alterar la fràgil estabilitat que existeix. El 1991, el moviment dels tancs nord-americans al desert va danyar la capa superior protectora del sòl del desert. Com a resultat, es va alliberar una duna, va començar a moure's lentament i, finalment, podria amenaçar la ciutat de Kuwait.
L'ús de municions radioactives que continguin urani empobrit per part de l'A-10 Warthog presentaria un risc de desenvolupament de càncer a les poblacions i una font de contaminació de l'aigua. El 1991, els Estats Units i l'OTAN van deixar caure prop de 300 tones d'urani empobrit sobre objectius iraquians. La metralla resultant de l'explosió va contaminar el sòl circumdant.

Guerres del desert
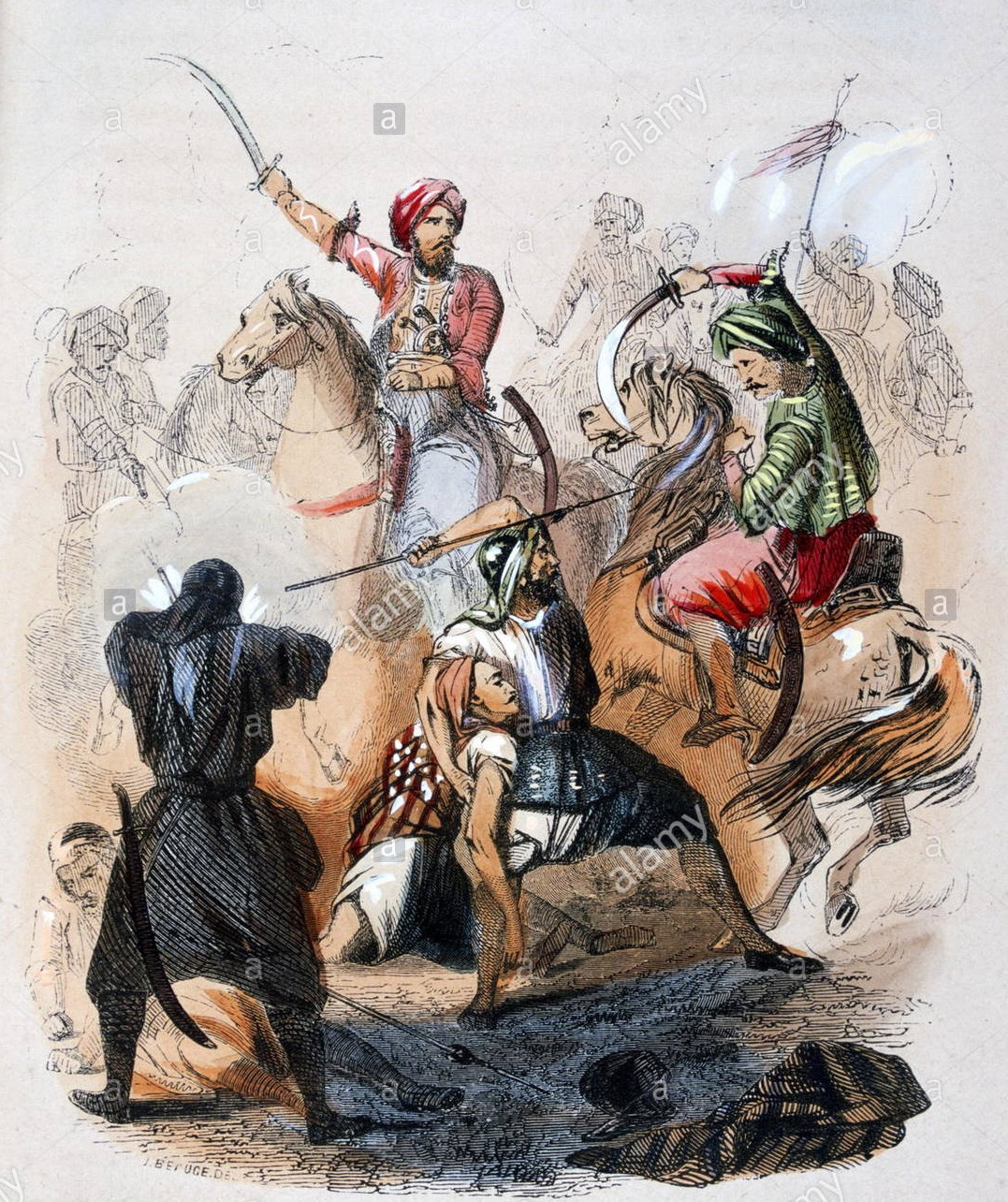
Ibrahim Pasha durant l'expedició des de Najdel 1817-1818.
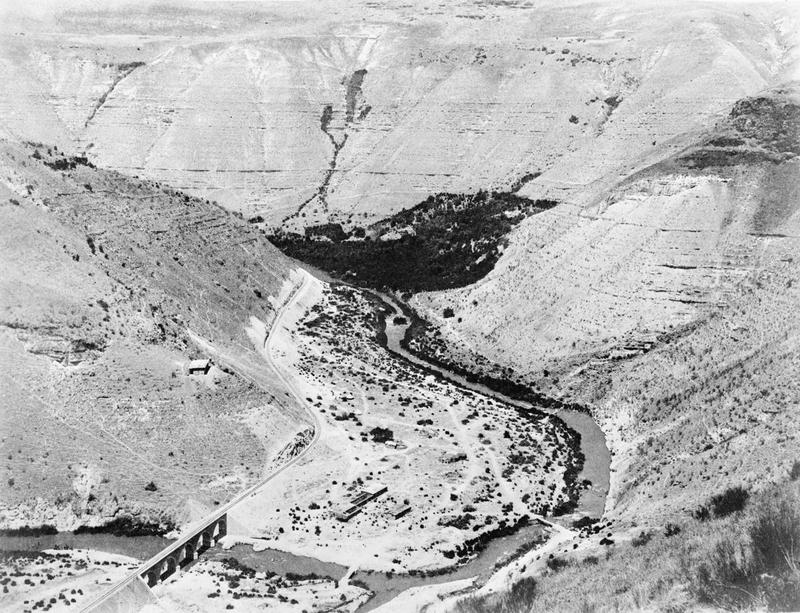
El Ferrocarril del Hijaz, una ruta estratègica otomana durant la Revolta àrab de 1916-1918.
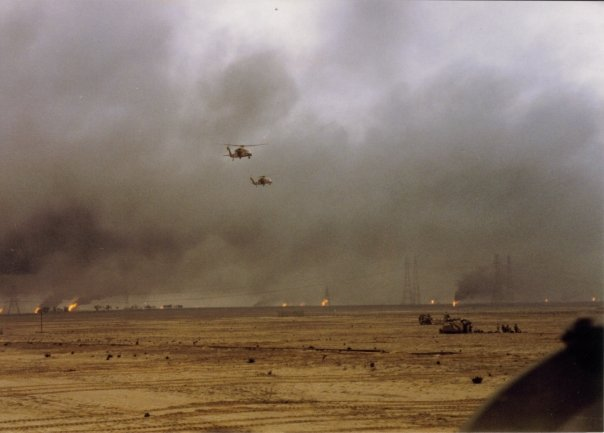
Forces nord-americanes sobre Kuwait durant la Guerra del Golf el 27 de febrer de 1991.
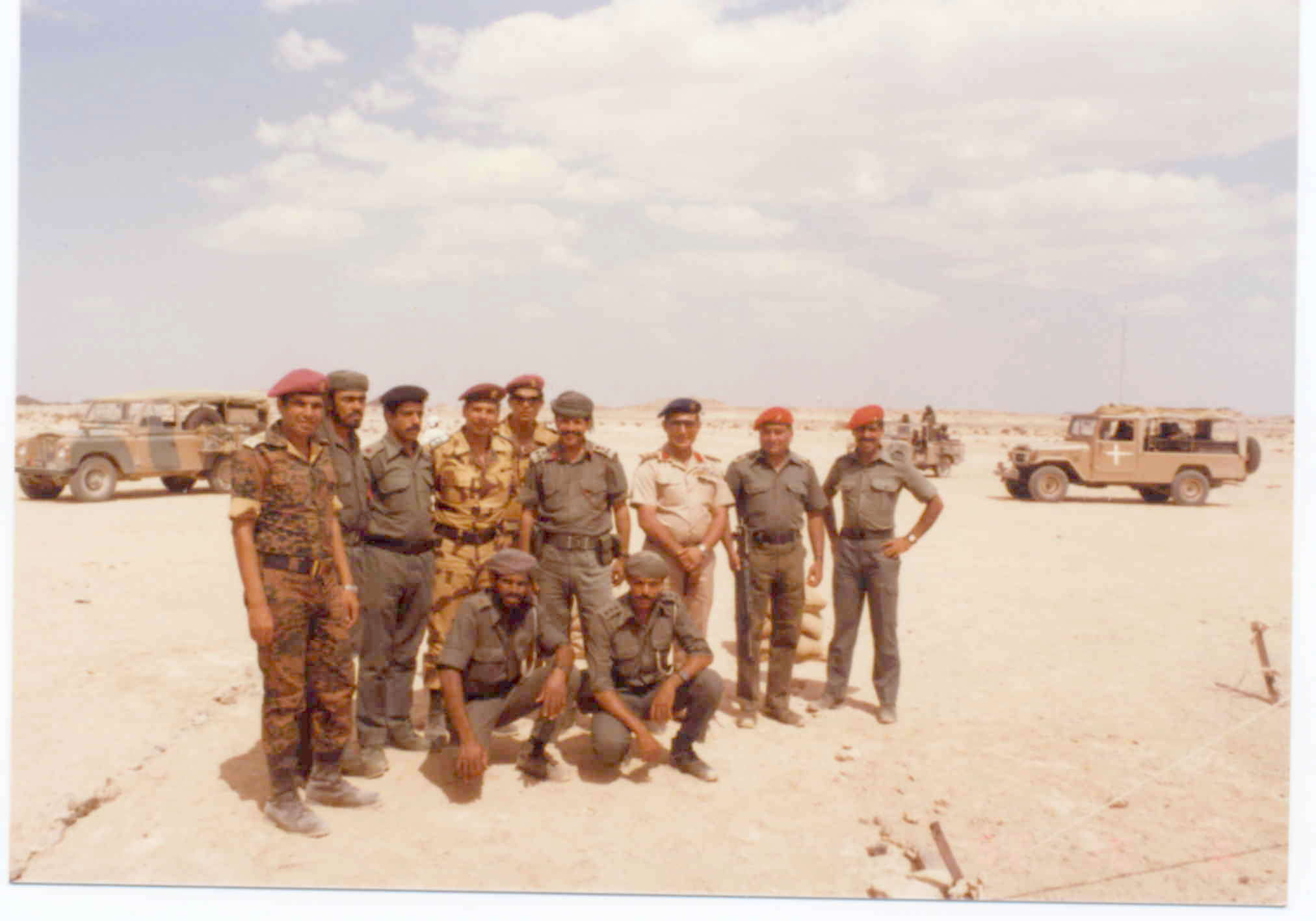
Forces Armades d'Egipte i d'Oman de maniobres a Dhofar el juliol de 2007.

## Persones, llengua i cultures
La zona alberga diverses cultures, llengües i pobles diferents, amb l'Islam com a fe predominant. El grup ètnic més important de la regió són els àrabs, que tenen com a llengua principal l'àrab.

### Assentaments
Al centre del desert es troba Riad, la capital de l'Aràbia Saudita, amb més de 7 milions d'habitants. Altres ciutats grans, com Dubai, Abu Dhabi o la ciutat de Kuwait, es troben a la costa del golf Pèrsic.

## Recursos naturals
Els recursos naturals disponibles al desert d'Aràbia són el petroli, el gas natural, els fosfats i el sofre.

## Conservació i amenaces
Les amenaces a l'ecoregió són el pasturatge excessiu del bestiar i de camells i cabres salvatges, la caça furtiva de la fauna i els danys a la vegetació per la conducció fora de la carretera.
L'estat de conservació del desert és crític/amenaçat. Als Emirats Àrabs Units, la gasela de sorra i l'orix àrab estan amenaçats, i els teixons de mel, els xacals i les hienes ratllades ja estan extirpats.

### Àrees protegides
El 4,37% de l'ecoregió es troba en àrees protegides.
L'Aràbia Saudita ha establert un sistema de reserves supervisat per la Comissió Nacional per a la Conservació i el Desenvolupament de la Vida Silvestre (NCWCD).
- Reserva Harrat al-Harrah (12.150 km²), establert el 1987, es troba a la frontera amb Jordània i l'Iraq, i protegeix una part del desert basàltic pedregós de Harrat al-Sham. La reserva inclou un terreny accidentat de roques basàltiques negres i cons volcànics extingits del Miocè mitjà. Proporciona hàbitat a més de 250 espècies de plantes, 50 espècies d'ocells i 22 espècies de mamífers.

- Reserva 'Uruq Bani Ma'arid (12.000 km²) es troba a la vora occidental del Rub' al-Khali. L'oryx àrab i la gasela de sorra es van reintroduir a la reserva el 1995.

- Reserva Ibex (200 km²) es troba al sud de Riad. Protegeix l'ibex de Nubia i una població reintroduïda de gasela de muntanya.

- La reserva natural especial d'Al-Tabayq es troba al nord de l'Aràbia Saudita i protegeix una població de cabra cabra nubia.

Les àrees protegides als Emirats Àrabs Units inclouen l'Àrea Protegida d'Al Houbara (2492 km²), Àrea Protegida d'Al Ghadha (1087,51 km²), Àrea Protegida de l'Orix Àrab (5974,47 km²), Àrea Protegida de Ramlah (544,44 km²), i Àrea Protegida d'Al Beda'a (417,0 km ²).